# 対戦車ヘリコプター隊
対戦車ヘリコプター隊（たいせんしゃヘリコプターたい）は、対戦車ヘリコプターを装備する陸上自衛隊の航空科部隊である。ここでは同様の部隊である戦闘ヘリコプター隊についても説明する。

## 概要
対戦車ヘリコプター隊は、各方面航空隊の隷下にあり、対戦車ヘリコプター（攻撃ヘリコプター）を装備し、戦車などの敵陸上部隊に対処することを主任務としている。2024年（令和6年）3月時点で戦闘ヘリコプター隊を含め5個隊が編成されている。
対戦車ミサイルを搭載した攻撃ヘリコプターは、地上部隊に比較し、機動力・攻撃力が充分に大きく、また戦車の遠距離撃破能力も有するなど有力な戦力となるものである。
陸上自衛隊では1959年（昭和34年）よりヘリコプターの武装化についての研究を開始しており、1972年（昭和47年）-1976年（昭和51年）度にかけてHU-1にロケット弾発射機を搭載して武装化するための改修キットが計10セット調達されて、北部方面航空隊に配備された。一方、対戦車ミサイルの搭載も検討されており、1960年（昭和35年）7月には開発中の対戦車誘導弾（MAT; 後の64式）をH-13に試験搭載して報道陣にも公開したものの、ピッチングの問題を解決できず、HU-1への搭載は断念された。
これを受けて、1977年（昭和52年）度より、本格的攻撃ヘリコプターであるAH-1Sの導入が開始された。1979年（昭和54年）と1980年（昭和55年）にアメリカ合衆国のAH-1Sを試験機材として2機を購入し、運用試験を開始している。1982年（昭和57年）より航空学校用および部隊用の機材取得が開始された。
冷戦期の北方重視の兵力配置もあり、1986年（昭和61年）、第1対戦車ヘリコプター隊が北部方面航空隊隷下に新編されている。その後、1994年（平成6年）の第5対戦車ヘリコプター隊（中部方面航空隊隷下）で、全5個対戦車ヘリコプター隊の編成を完了した。
対戦車ヘリコプター隊は隊本部のほか、観測ヘリ（OH-1）を装備した隊本部付隊と2個飛行隊（第1・第2飛行隊 AH-1S 計16機）からなる。しかし第2対戦車ヘリコプター隊は2009年（平成21年）度に1個飛行隊に縮小改編されている。AH-1Sの後継機・AH-XとしてAH-64D アパッチ・ロングボウが調達されていたが、価格面より2012年（平成24年）度予算までの13機で調達中止となった。
2018年（平成30年）12月18日に閣議決定・公開された防衛計画の大綱および中期防衛力整備計画において「各方面隊直轄の対戦車ヘリコプター部隊を縮小するとともに、効果的かつ効率的に運用できるよう配備の見直し等を検討する」との記述がなされた。以後、2023年（令和5年）度末までに、第3対戦車ヘリコプター隊（現：第1戦闘ヘリコプター隊）を除き、1個飛行隊体制に移行する方針となった。
2021年（令和3年）3月18日にAH-64Dを唯一装備する第3対戦車ヘリコプター隊が「第1戦闘ヘリコプター隊」に称号変更した。
2022年（令和4年）12月16日に政府が閣議決定した防衛力整備計画において、AH-64D、AH-1S、OH-1などを廃止し、任務を無人航空機に移行することが明記されたことにより、対戦車ヘリコプター隊の無人航空機部隊への移行が予定される。

## 部隊一覧
部隊長については方面航空隊の記事を参照
- 第1戦闘ヘリコプター隊（目達原駐屯地）西部方面航空隊、佐賀県：2個飛行隊（第1・第2飛行隊 AH-64D 計6機）[7]
- 第1対戦車ヘリコプター隊（帯広駐屯地）北部方面航空隊、北海道：1個飛行隊（飛行隊 AH-1S 8機）
- 第2対戦車ヘリコプター隊（八戸駐屯地）東北方面航空隊、青森県：1個飛行隊（飛行隊 AH-1S 8機）
- 第4対戦車ヘリコプター隊（木更津駐屯地）東部方面航空隊、千葉県：1個飛行隊（飛行隊 AH-1S 8機）
- 第5対戦車ヘリコプター隊（明野駐屯地）中部方面航空隊、三重県：1個飛行隊（飛行隊 AH-1S 8機）[9]

## 沿革
- 1986年（昭和61年）3月25日：北部方面航空隊に隷下に、第1対戦車ヘリコプター隊を帯広駐屯地に新編。
- 1988年（昭和63年）3月25日：東北方面航空隊に隷下に、第2対戦車ヘリコプター隊を八戸駐屯地に新編。
- 1990年（平成  2年）3月26日：西部方面航空隊に隷下に、第3対戦車ヘリコプター隊を目達原駐屯地に新編。
- 1992年（平成  4年）3月27日：東部方面航空隊に隷下に、第4対戦車ヘリコプター隊を木更津駐屯地に新編。
- 1994年（平成  6年）3月28日：中部方面航空隊に隷下に、第5対戦車ヘリコプター隊を明野駐屯地に新編。
- 2010年（平成22年）
  - 3月12日：第3対戦車ヘリコプター隊にAH-64Dが配備。
  - 3月：第2対戦車ヘリコプター隊（八戸駐屯地）が1個飛行隊に縮小改編[10]。
- 時期不明：第5対戦車ヘリコプター隊（明野駐屯地）が1個飛行隊に縮小改編[9]。
- 2021年（令和  3年）3月18日：第3対戦車ヘリコプター隊（目達原駐屯地）が第1戦闘ヘリコプター隊に称号変更[7]。
- 2022年（令和  4年）3月：第4対戦車ヘリコプター隊（木更津駐屯地）を1個飛行隊に縮小改編[11]。
- 2024年（令和  6年）3月：第1対戦車ヘリコプター隊（帯広駐屯地）を1個飛行隊に縮小改編[12]。
- 2025年（令和  7年）度末：第2対戦車ヘリコプター隊（八戸駐屯地）を廃止し、第110飛行隊（仮称）に改組予定[13]。